# محله چینی‌ها (فیلم ۲۰۱۵)
محله چینی‌ها (کره‌ای: 차이나타운; لاتین‌نویسی اصلاح‌شده: Chainataun) با نام Coin Locker Girl نیز شناخته می‌شود، یک فیلم جنایی دلهره‌آور سال ۲۰۱۵ کره جنوبی به نویسندگی و کارگردانی هان جون هی و با بازی کیم هه سو و کیم گو اون است. این فیلم برای نمایش در بخش هفته بین‌المللی منتقدان در جشنواره فیلم کن ۲۰۱۵ انتخاب شد.

## بازیگران

### اصلی
- کیم هه سو در نقش ما وو هی / مادر
- کیم گو اون در نقش ما ایل یونگ
  - کیم سو آن در نقش جوانی ایل یونگ

### مکمل
- اوم ته گو در نقش وو گون
  - وی ها جون در نقش جوانی وو گون
- پارک بو گوم در نقش پارک سوک هیون
- گو کیونگ پیو در نقش چی دو
- لی سو کیونگ در نقش سونگ
  - پارک جی بو در نقش جوانی سونگ
- چو هیون چول در نقش هونگ‌جو
  - سو سانگ سوپ در نقش جوانی هونگ جو
- لی ده یون در نقش دکتر آن
- چو سو هیانگ در نقش مادر کودک مبتلا به لوسمی
- جو بوک ره در نقش کاراگاه تاک
- جونگ سوک یونگ در نقش آقای وو
- بک سو جانگ در نقش شماره ۲
- لی جانگ وون در نقش چابی
- اوه ده هوان در نقش قلچماق
- لی سانگ هی در نقش زن قلچماق
- کی گوک سو در نقش مرد با یونیفرم
- گی جو بونگ در نقش مرد کت‌شواری
- آن جه هونگ در نقش افسر پلیس ۲